# دارین (جورجیا)
دارین، جورجیا (به انگلیسی: Darien, Georgia) یک شهر در ایالات متحده آمریکا با جمعیت ۱٬۹۷۵ نفر است که در جورجیا واقع شده‌است.

## موقعیت جغرافیایی
موقعیت جغرافیایی شهرها و مناطق اطراف به شرح زیر است:

## نگارخانه

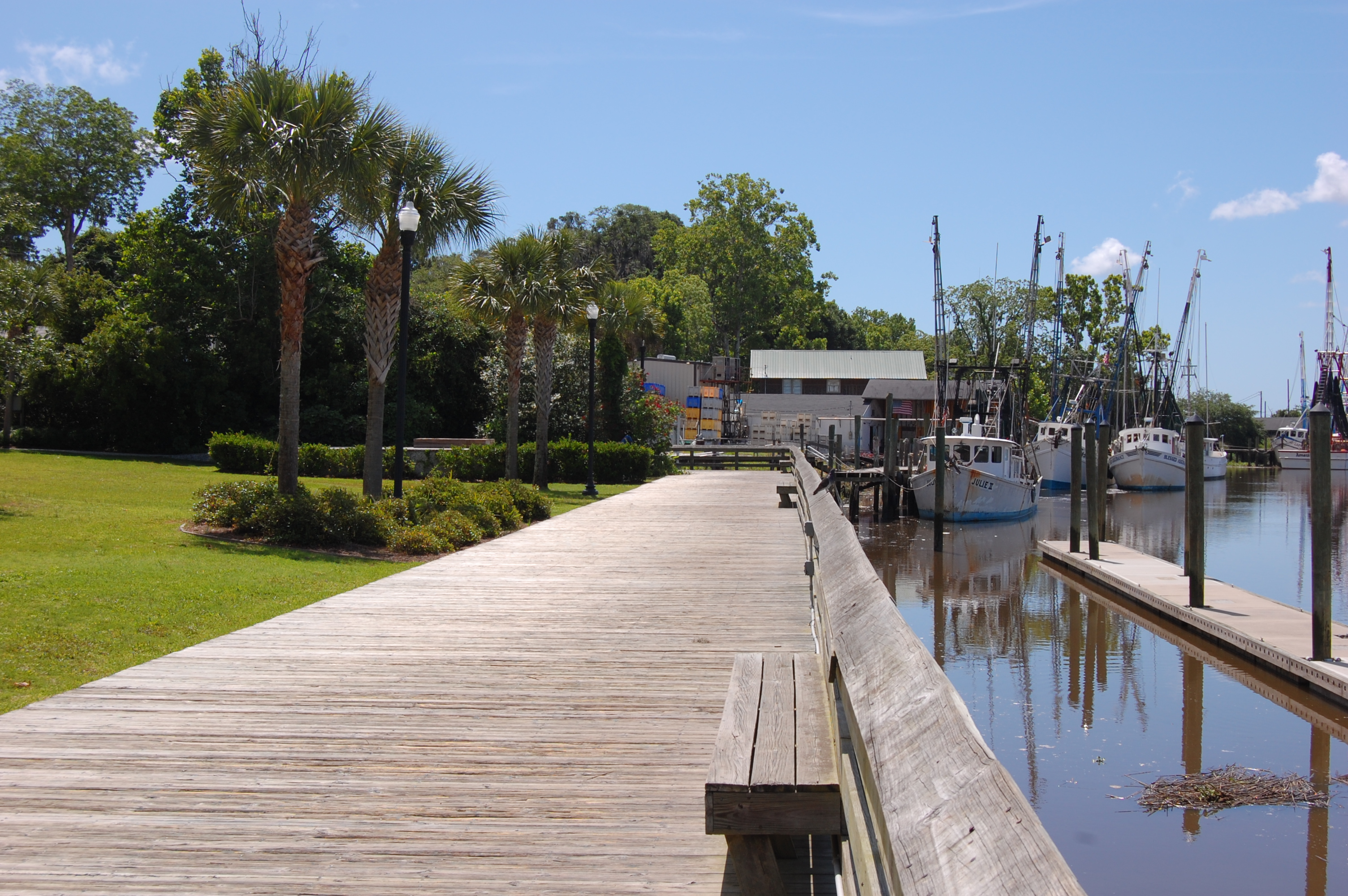
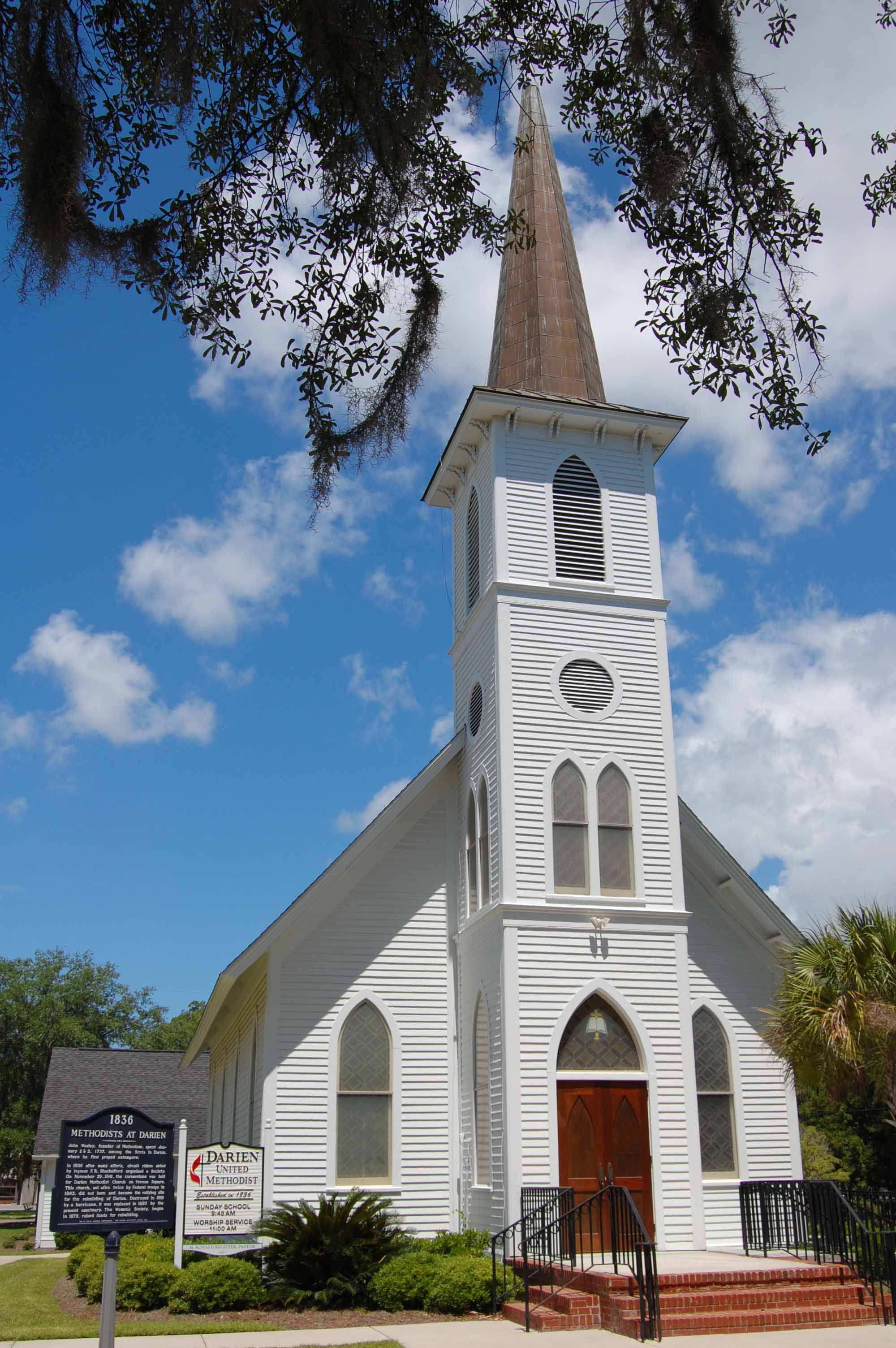
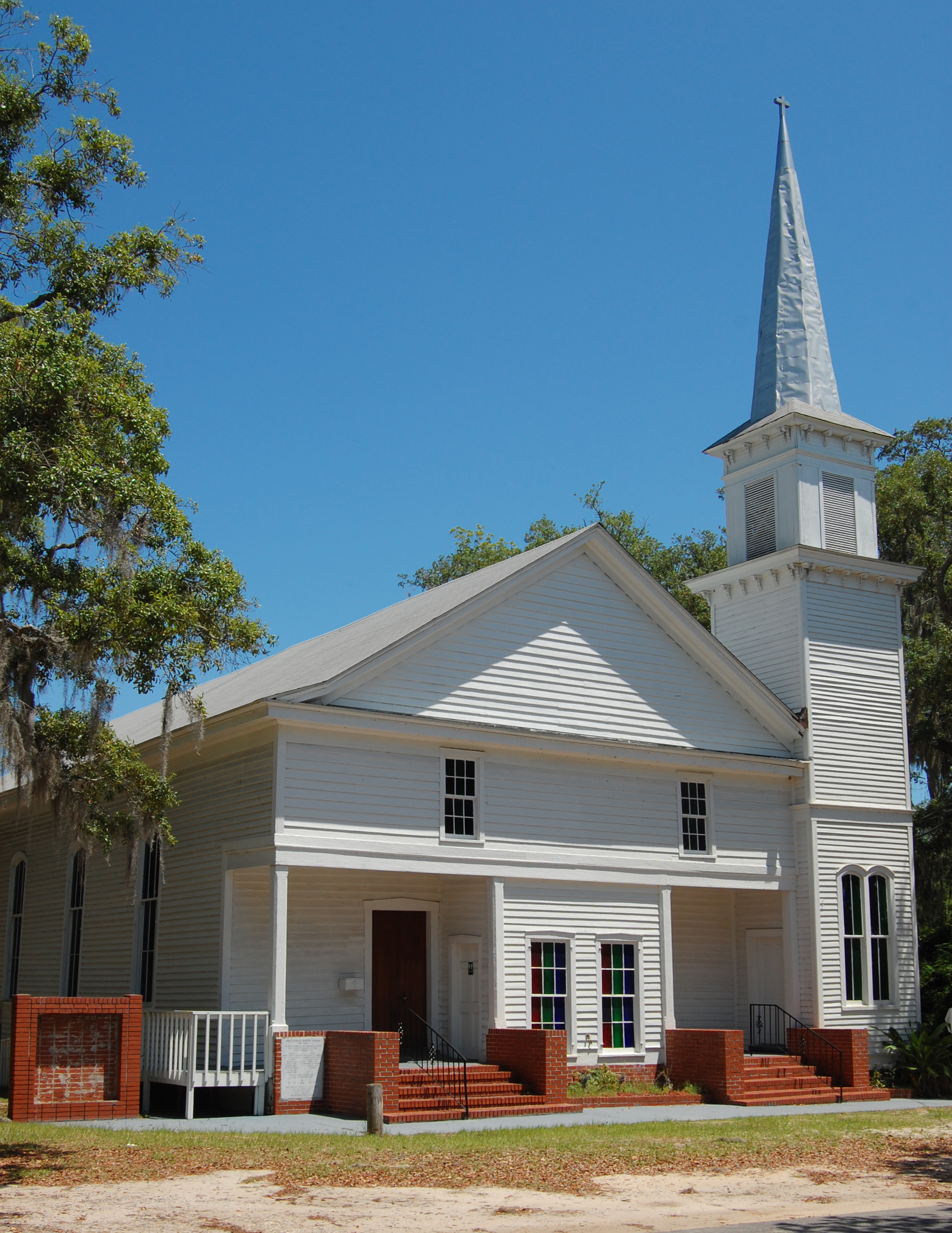
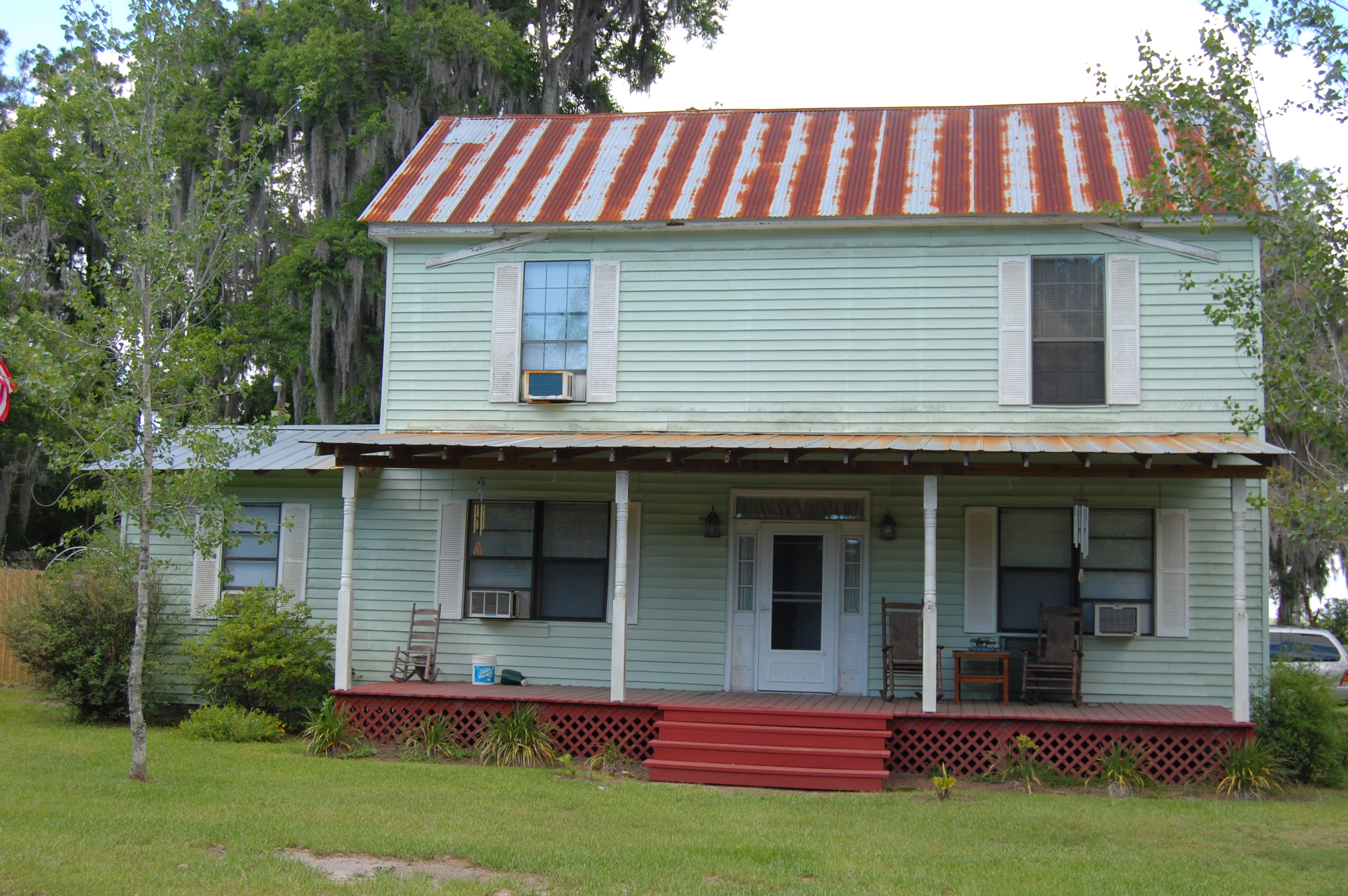
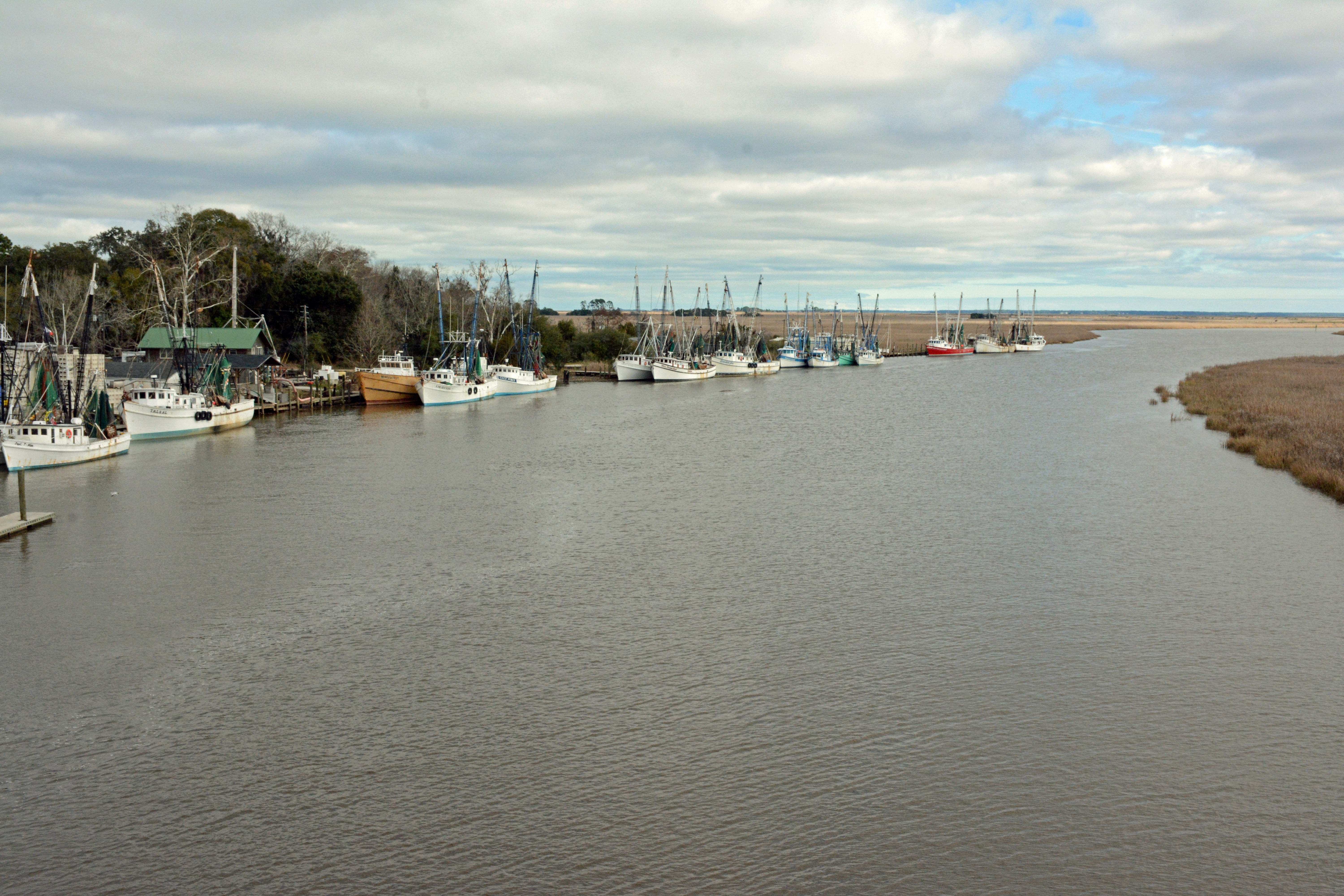
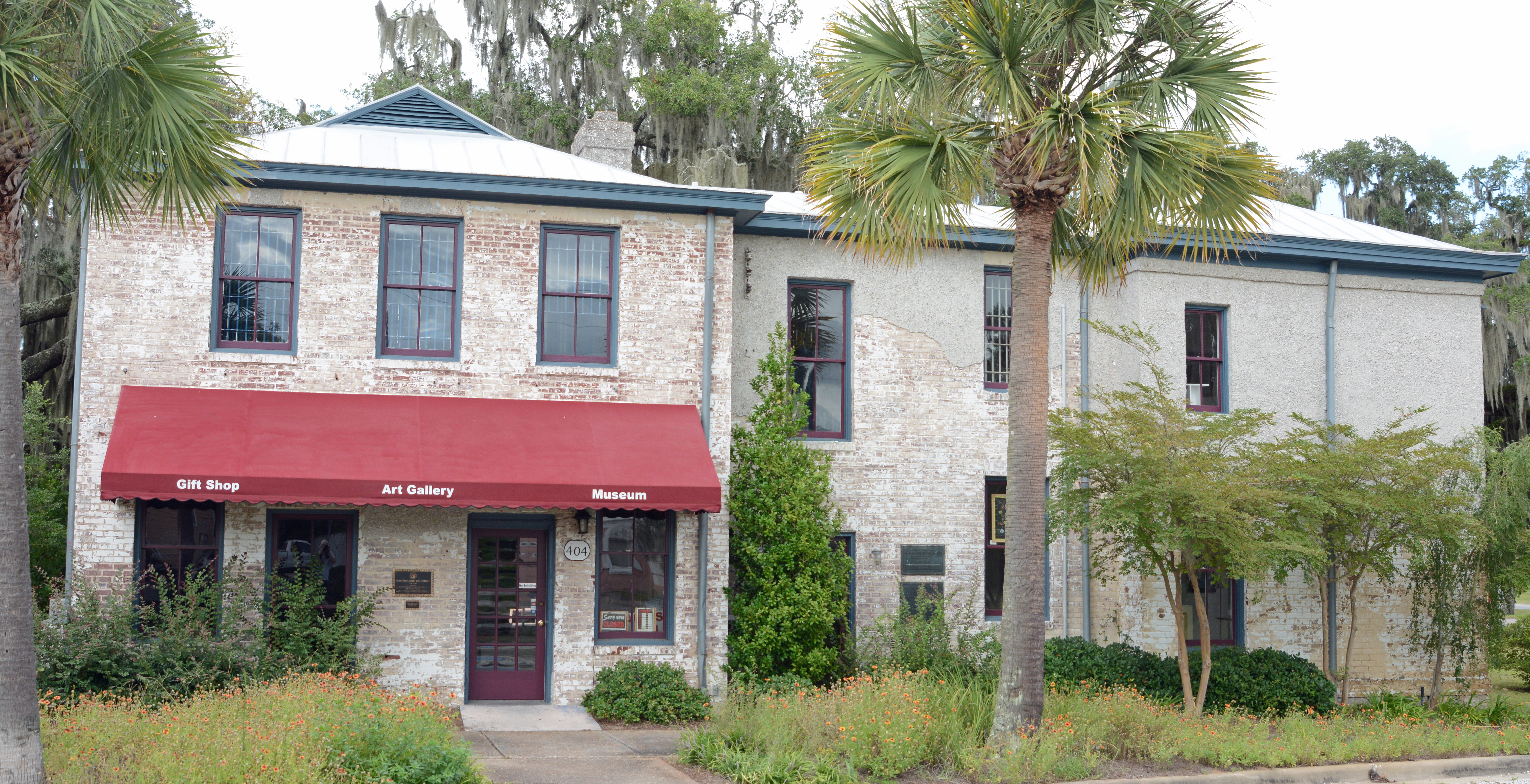